# IPhone 3GS
iPhone 3GS – smartfon firmy Apple. Zaprezentowany został 8 czerwca 2009 roku. 
Litera "S" w nazwie ma oznaczać szybkość (ang. speed). 
Portal CNET w swojej recenzji podkreślał szybką pracę i większą kondycję baterii jako główne zalety, krytykował zaś brak zdecydowanego postępu technologicznego, jaki zaoferował iPhone 3G.  